# Cantó de la Costa Salanquesa
El cantó de la Costa Salanquesa és una divisió administrativa francesa, situada a la Catalunya Nord, al departament dels Pirineus Orientals, creat pel decret del 26 de febrer de 2014 i que entrà en vigor després de les eleccions municipals de 2015. És el número 4 dels cantons actuals de la Catalunya Nord.

## Composició

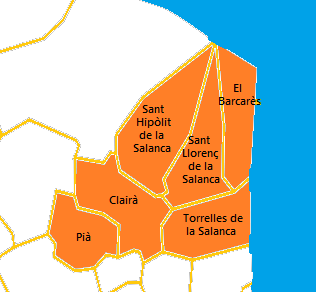
Mapa del Cantó de la Costa Salanquesa

- El Barcarès
- Clairà
- Pià
- Sant Hipòlit de la Salanca
- Sant Llorenç de la Salanca
- Torrelles de la Salanca

## Història
A les eleccions departamentals franceses de 2015 va entrar en vigor una nova redistribució cantonal, definida pel decret de 26 de febrer del 2014, en aplicació de les lleis del 17 de maig del 2013 (loi organique 2013-402 i loi 2013-403). A partir d'aquestes eleccions els consellers departamentals són escollits per escrutini majoritari binominal mixt. Des d'aquestes eleccions els electors de cada cantó escullen dos membres de sexe diferent al consell departamental, nova denominació del consell general, i que es presenten en parella de candidats. Els consellers departamentals són escollits per sis anys en escrutini binominal majoritari a dues voltes; per l'accés a la segona volta cal un 12,5% dels vots inscrits en la primera volta. A més es renoven la totalitat de consellers departamentals. El nou sistema de votació requeria una redistribució dels cantons, i el nombre es va reduir a la meitat arrodonit a la unitat senar superior si el nombre no és sencer senar, així com unes condicions de llindar mínim. Als Pirineus Orientals el nombre de cantons va passar de 31 a 17.
El nou cantó de la Costa Salanquesa, número 4 dels 17 existents, és format amb comunes dels antics cantons de Sant Llorenç de la Salanca (5 comunes: el Barcarès, Clairà, Sant Hipòlit de la Salanca, Sant Llorenç de la Salanca i Torrelles de la Salanca) i de Ribesaltes (1 comuna: Pià). Es troba dins els límits del Districte de Perpinyà. La seu del cantó és a Sant Llorenç de la Salanca.

## Consellers generals
Al final de la primera volta de les eleccions departamentals franceses de 2015 hi havia passat tres binomis: Martine Guerin i Daniel Philippot (FN, 33,41%), Madeleine Garcia-Vidal i Joseph Puig (Divers, 29,95%) i Mathilde Ferrand i Alain Got (Unió de la Dreta, 28,85%). La taxa de participació fou del 58,3% (15.708 votants sobre 26.943 inscrits) contra el 55,72% a nivell departemental i 50,17% a nivell nacional.
En la segona volta, Madeleine Garcia-Vidal i Joseph Puig foren elegits amb el 35,29% dels vots emesos i amb una taxa de participació del 63,40% (5.771 vots de 17.081 votants i 26.943 inscrits).